# Хард (Аустрија)
Хард град је у Аустрији, смештен у крајње западном делу државе. Значајан је град у покрајини Форарлберг, у оквиру округа Брегенц.

## Природне одлике
Хард се налази у крајње западном делу Аустрије, на граници са Швајцарском, 650 км западно од главног града Беча. Главни град покрајине Форарлберг, Брегенц, налази се свега 5 km североисточно од града, па је Хард његово предграђе.
Град Хард се сместио у долини реке Рајне (граница према суседној Швајцарској), у „жили куцавици“ Форарлберга. Код Харда се река Рајна улива у Боденско језеро. Надморска висина града је око 400 m.

## Становништво
| 1971. | 1981.  | 1991.  | 2001.  | 2011.  |
| ----- | ------ | ------ | ------ | ------ |
| 8.887 | 10.103 | 10.747 | 11.471 | 12.546 |

Данас је Хард град са око 13.000 становника. Последњих деценија број становника града се брзо повећава због ширења градског подручја Брегенца.

## Галерија
- Римокатоличка Црква св. Севастијана
- Нова градска кућа
- Основна школа
- Стари део насеља